# Liste der Monuments historiques in Beynes (Yvelines)
Die Liste der Monuments historiques in Beynes (Yvelines) führt die Monuments historiques in der französischen Gemeinde Beynes auf.

## Liste der Bauwerke
| Bezeichnung | Beschreibung                  | Standort | Kennzeichnung | Schutzstatus   | Datum     | Bild           |
| ----------- | ----------------------------- | -------- | ------------- | -------------- | --------- | -------------- |
| Burg        | Erbaut ab dem 11. Jahrhundert | (Lage)   | PA00087370    | Inscrit Classé | 1959 2014 | weitere Bilder |

## Liste der Objekte

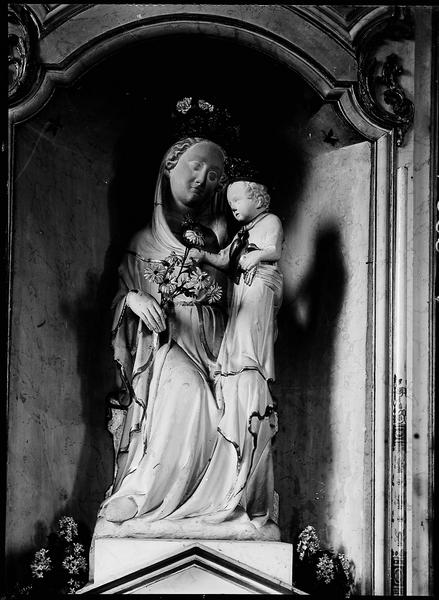
Madonna mit Kind in Beynes (1924, Foto bei der Médiathèque de l’architecture et du patrimoine)

- Monuments historiques (Objekte) in Beynes (Yvelines) in der Base Palissy des französischen Kultusministeriums

Siehe auch: Madonna mit Kind (Beynes)